# 斜齿圆帆鱼
斜齿圆帆鱼（学名：Cyclothone acclinidens）为钻光鱼科圆帆鱼属的鱼类。分布于印度洋、太平洋、大西洋以及南海等海域，垂直分布约2000-100米。